# 빈스 닐
빈스 닐(Vince Neil, 1961년 2월 8일 ~ )은 미국의 음악가로, 머틀리 크루의 일원이다.